# Hotel Rawls
El Hotel Rawls es un histórico hotel ubicado en el 116 de S. Main St. en Enterprise, Alabama, Estados Unidos. Fue incluido en el Registro Nacional de Lugares Históricos en 1980.

## Historia
Fue construido en 1903 por el contratista John D.C. McKinnon y ampliado en 1923. El edificio se consideró significativo "como uno de los edificios más elaborados del condado de Coffee. Construido por Japenth Rawls alrededor de 1903 y remodelado y ampliado por su sobrino, Jesse P. Rawls, en 1928, se encuentra frente a la estación de tren y ha servido como punto de referencia y lugar de encuentro central para los ciudadanos de Enterprise. El edificio también es importante por sus asociaciones con los Rawls, una familia que fue importante en el crecimiento inicial y la prosperidad de la ciudad. El anciano Rawls estuvo involucrado en el desarrollo de la industria de la trementina en el condado de Coffee, mientras que su sobrino construyó y financió el primer sistema eléctrico en Enterprise y operó uno de los molinos más grandes y antiguos de la ciudad. Sin embargo, fue el ferrocarril, cuya estación servía el hotel, lo que le dio a la ciudad su mayor estímulo económico".

## Descripción
El edificio es de ladrillo y está revestido de estuco. Tiene estilo "Misión española". La sección de 1903, frente a Main Street, mide 76 x 61 pies (23,2 x 18,6 m) y cuenta con dos escaparates de un piso y un pabellón de dos pisos que los contiene más un pasillo central que conduce al lobby del hotel. La sección de 1928 es de tres pisos, en forma de U de 100 x 95 pies (30,5 x 29,0 m), porción que da a Railroad Street y la estación de trenes. La sección original se modificó algo en la renovación de 1928. Tiene un pretil elevado, escalonado y curvilíneo con remate de cemento pintado de marrón que oculta su techo plano.